# Sites mégalithiques du Finistère
Cet article présente un inventaire des sites mégalithiques du Finistère, en France.

## Répartition géographique
| \| Brest Quimper Châteaulin Morlaix \| Répartition géographique des sites. · : dolmen - : menhir - : autre site mégalithique |
| Brest Quimper Châteaulin Morlaix                                                                                             |

## Inventaire non exhaustif
| Monument                                      | Commune                    | Type | Protection                                              | Coordonnées                                                                         | Illustration                                  |
| --------------------------------------------- | -------------------------- | --- | ------------------------------------------------------- | ----------------------------------------------------------------------------------- | --------------------------------------------- |
| Dolmen de Goarem ar Cléguer                   | Argol                      | | ruiné vers 1965                                         | 48° 14′ 00″ N, 4° 17′ 32″ O                                                         |                                               |
| Dolmen de Kerideux                            | Argol                      | | détruit en 1930                                         |                                                                                     |                                               |
| Dolmen de Lescoat                             | Argol                      | | détruit                                                 |                                                                                     |                                               |
| Dolmen de Park Run                            | Argol                      | | détruit                                                 |                                                                                     |                                               |
| Dolmen de Pouloudour                          | Argol                      | | détruit                                                 |                                                                                     |                                               |
| Dolmen de Toul ar Stang                       | Argol                      | | détruit                                                 |                                                                                     |                                               |
| Dolmen de Treuzeulom                          | Argol                      | | détruit après 1926                                      |                                                                                     |                                               |
| Dolmens du Merdy                              | Argol                      | 3 dolmens | détruits                                                |                                                                                     |                                               |
| Mégalithes de Kernévez                        | Argol                      | 1 menhir, 1 dolmen                                                                                           | dolmen détruit vers 1900-1901                           | menhir déplacé près de la ferme                                                     |                                               |
| Mégalithes de Lambiby                         | Argol                      | 2 menhirs, 1 dolmen                                                                                          | dolmen ruiné                                            | 48° 14′ 47″ N, 4° 19′ 34″ O 48° 14′ 49″ N, 4° 19′ 33″ O                             |                                               |
| Mégalithes de Lestremenez                     | Argol                      | menhir et dolmens                                                                                            | détruits                                                |                                                                                     |                                               |
| Mégalithes de Menez Argol                     | Argol                      | alignements, dolmen                                                                                          | dolmen détruit                                          |                                                                                     |                                               |
| Menhir de Coat Poul Anken                     | Argol                      | |                                                         | 48° 14′ 09″ N, 4° 18′ 29″ O                                                         |                                               |
| Menhir de Goarem-an-Abat                      | Argol                      | | détruit                                                 |                                                                                     | Goarem-an-Abat                                |
| Menhir de Kerneyet                            | Argol                      | |                                                         | 48° 14′ 41″ N, 4° 18′ 36″ O                                                         |                                               |
| Tombeau du Serpent                            | Argol                      | alignement                                                                                                   | détruit                                                 |                                                                                     |                                               |
| Allée couverte de l'Église Blanche            | Bannalec                   | | Classé MH (1973)                                        | 47° 53′ 52″ N, 3° 43′ 53″ O                                                         |                                               |
| Allée couverte de Kermaout                    | Bannalec                   | | Classé MH (1975)                                        | 47° 54′ 29″ N, 3° 43′ 33″ O                                                         |                                               |
| Dolmen de Cosquériou d'An Traon               | Bannalec                   | | Inscrit MH (1973)                                       | 47° 54′ 41″ N, 3° 37′ 54″ O                                                         |                                               |
| Dolmen de Kercoat                             | Bannalec                   | |                                                         | déplacé dans le parc du manoir du Quillio                                           |                                               |
| Dolmen de Sainte-Anne                         | Bannalec                   | |                                                         | 47° 56′ 13″ N, 3° 41′ 01″ O                                                         |                                               |
| Menhir de Poulquer                            | Bénodet                    | | Inscrit MH (1969)                                       | 47° 52′ 08″ N, 4° 05′ 46″ O                                                         |                                               |
| Dolmen de Coaz Castel                         | Berrien                    | |                                                         | 48° 23′ 13″ N, 3° 46′ 17″ O                                                         |                                               |
| Dolmen de Quinoualc'h                         | Berrien                    | |                                                         | 48° 23′ 31″ N, 3° 48′ 21″ O                                                         |                                               |
| Menhir de Kerampeulven                        | Berrien                    | | Inscrit MH (1995)                                       | 48° 22′ 50″ N, 3° 45′ 13″ O                                                         |                                               |
| Allée couverte de Kerbalannec                 | Beuzec-Cap-Sizun           | autre nom Ty-ar-c'horriket                                                                                   | Classé MH (1924)                                        | 48° 04′ 59″ N, 4° 27′ 16″ O                                                         |                                               |
| Menhir de Luguenez                            | Beuzec-Cap-Sizun           | | Classé MH (1924)                                        | 48° 05′ 03″ N, 4° 31′ 59″ O                                                         |                                               |
| La Noce de Pierres                            | Brasparts                  | | Classé MH (1968) · Inscrit MH (1980)                    | 48° 20′ 44″ N, 3° 55′ 52″ O                                                         | La Noce de Pierres                            |
| Alignement de Leïtan                          | Brennilis                  | | Inscrit MH (1995)                                       | 48° 21′ 18″ N, 3° 48′ 46″ O                                                         |                                               |
| Dolmen de Ty-ar-Boudiged                      | Brennilis                  | | Inscrit MH (1995)                                       | 48° 21′ 43″ N, 3° 50′ 53″ O                                                         |                                               |
| Menhir de Coat Mocun                          | Brennilis                  | |                                                         | 48° 21′ 53″ N, 3° 48′ 18″ O                                                         |                                               |
| Menhir de Kermenhir                           | Briec                      | |                                                         | 48° 03′ 26″ N, 4° 01′ 18″ O                                                         |                                               |
| Menhir de Pontusval                           | Brignogan-Plages           | autres noms Men Marz, Pierre du miracle                                                                      | Classé MH (1889)                                        | 48° 40′ 13″ N, 4° 20′ 07″ O                                                         | Menhir de Pontusval                           |
| Alignements de Lagatjar                       | Camaret-sur-Mer            | | Classé MH (1883)                                        | 48° 16′ 24″ N, 4° 36′ 35″ O                                                         | Alignements de Lagatjar                       |
| Dolmens du Moulin Lannic                      | Camaret-sur-Mer            | 2 dolmens | détruits                                                |                                                                                     |                                               |
| Dolmens de Rigonou                            | Camaret-sur-Mer            | 2 dolmens | ruinés                                                  | 48° 16′ 34″ N, 4° 34′ 34″ O                                                         |                                               |
| Menhir de Lotidinic                           | Cast                       | |                                                         | 48° 09′ 34″ N, 4° 06′ 06″ O                                                         |                                               |
| Dolmen de Penharn                             | Cléden-Cap-Sizun           | | Notice no IA00006150 ruiné                              | 48° 03′ 57″ N, 4° 37′ 29″ O                                                         |                                               |
| Menhir de Kergallec,                          | Cléder                     | |                                                         | 48° 40′ 30″ N, 4° 09′ 18″ O                                                         | Menhir de Kergallec                           |
| Allée couverte de Keroulic                    | Clohars-Carnoët            | |                                                         | 47° 47′ 56″ N, 3° 33′ 37″ O                                                         |                                               |
| Menhir du Bourg                               | Clohars-Carnoët            | menhir christianisé                                                                                          |                                                         | déplacé 47° 47′ 47″ N, 3° 33′ 58″ O                                                 | Menhir du Bourg                               |
| Menhir de Lanmeur                             | Clohars-Carnoët            | autre nom menhir de Keroulic                                                                                 |                                                         | 47° 47′ 58″ N, 3° 34′ 07″ O                                                         |                                               |
| Menhirs du Hirguer                            | Clohars-Carnoët            | autre nom menhir de Kerjoseph et menhir de Kersalut                                                          |                                                         | 47° 47′ 56″ N, 3° 35′ 37″ O 47° 47′ 57″ N, 3° 36′ 00″ O                             |                                               |
| Menhir de Kermorgant                          | Le Cloître-Saint-Thégonnec | |                                                         | 48° 28′ 52″ N, 3° 48′ 27″ O                                                         |                                               |
| Menhir de Treustel                            | Combrit                    | |                                                         | 47° 51′ 58″ N, 4° 08′ 59″ O                                                         |                                               |
| Allée couverte du Mougau-Bihan                | Commana                    | | Classé MH (1909)                                        | 48° 23′ 59″ N, 3° 58′ 01″ O                                                         |                                               |
| Menhir de Quillidiec                          | Commana                    | | détruit                                                 |                                                                                     |                                               |
| Dolmen de Keristin,                           | Concarneau                 | | Classé MH (1967)                                        | 47° 52′ 12″ N, 3° 52′ 47″ O                                                         |                                               |
| Tumulus de Penguilly                          | Confort-Meilars            | |                                                         |                                                                                     |                                               |
| Allée couverte de Kermorvan                   | Le Conquet                 | | ruinée                                                  |                                                                                     |                                               |
| Allée couverte de la plage des Blancs Sablons | Le Conquet                 | |                                                         |                                                                                     |                                               |
| Dolmens de Kermorvan                          | Le Conquet                 | 2 dolmens | 1 détruit, 1 ruiné                                      |                                                                                     |                                               |
| Enceinte mégalithique de Kermorvan            | Le Conquet                 | | Classé MH (1889)                                        | 48° 21′ 50″ N, 4° 46′ 53″ O                                                         |                                               |
| Enceinte mégalithique de l'île de Béniguet    | Le Conquet                 | |                                                         | 48° 20′ 55″ N, 4° 51′ 26″ O                                                         |                                               |
| Menhirs de Kermorvan                          | Le Conquet                 | 2 menhirs |                                                         |                                                                                     |                                               |
| Menhirs de l'île Béniguet                     | Le Conquet                 | |                                                         | 48° 20′ 37″ N, 4° 51′ 34″ O 48° 20′ 39″ N, 4° 51′ 35″ O                             |                                               |
| Menhirs de la Maison Blanche                  | Le Conquet                 | 2 menhirs |                                                         |                                                                                     |                                               |
| Alignement de Keresquen                       | Coray                      | | détruit                                                 |                                                                                     |                                               |
| Alignement de Guenvénez                       | Crozon                     | autre nom Alignement du Leuré                                                                                | ruiné                                                   |                                                                                     |                                               |
| Alignement de Lostmarc'h                      | Crozon                     | | Inscrit MH (1980)                                       | 48° 12′ 59″ N, 4° 33′ 15″ O                                                         |                                               |
| Alignements de Ty-ar-C'huré                   | Crozon                     | caractère mégalithique incertain                                                                             | Classé MH (1862)                                        | 48° 12′ 48″ N, 4° 30′ 49″ O                                                         |                                               |
| Dolmen de Kerazoret                           | Crozon                     | | ruiné                                                   | 48° 15′ 03″ N, 4° 23′ 54″ O                                                         | Dolmen de Kerazoret                           |
| Dolmen de Kerbénéon                           | Crozon                     | | ruiné,                                                  |                                                                                     |                                               |
| Dolmen de Kerdanvez                           | Crozon                     | | détruit                                                 |                                                                                     |                                               |
| Dolmen de Kerdreux                            | Crozon                     | |                                                         | 48° 11′ 59″ N, 4° 32′ 39″ O                                                         | Dolmen de Kerdreux                            |
| Dolmen de Kernalbet                           | Crozon                     | | détruit                                                 |                                                                                     |                                               |
| Dolmen de Kerroux                             | Crozon                     | autre nom dolmen de Persig                                                                                   | ruiné                                                   | 48° 11′ 19″ N, 4° 32′ 56″ O                                                         | Dolmen de Kerroux                             |
| Dolmen de la pointe de Dinan                  | Crozon                     | | ruiné                                                   | 48° 13′ 59″ N, 4° 34′ 00″ O                                                         | Dolmen de la pointe de Dinan                  |
| Dolmen de Rostudel                            | Crozon                     | |                                                         | 48° 11′ 09″ N, 4° 32′ 08″ O                                                         | Dolmen de Rostudel                            |
| Dolmen du Bourg                               | Crozon                     | autre nom dolmen de Parc ar Veil                                                                             | ruiné                                                   | dans le groupe scolaire Jean Jaurès                                                 |                                               |
| Dolmens de Keradiguen                         | Crozon                     | 4 dolmens | 3 détruits, 1 ruiné                                     | 48° 15′ 22″ N, 4° 23′ 08″ O                                                         | Dolmen de Keradiguen                          |
| Dolmens de Lostmarc'h                         | Crozon                     | 2 dolmens | ruinés                                                  | 48° 12′ 55″ N, 4° 33′ 21″ O 48° 12′ 46″ N, 4° 33′ 25″ O                             | Dolmen de Lostmarc'h n°2                      |
| Dolmens du Manoir de Kerdreux                 | Crozon                     | 2 dolmens | détruits                                                |                                                                                     |                                               |
| Ensemble mégalithique de Landaoudec           | Crozon                     | alignements mégalithiques, 1 dolmen                                                                          | ruiné,                                                  |                                                                                     | Ensemble mégalithique de Landaoudec           |
| Ensemble mégalithique de Ménesguen            | Crozon                     | | ruiné,                                                  |                                                                                     |                                               |
| Ensemble mégalithique du Moulin Blanc         | Crozon                     | autre nom menhirs et dolmen de Tromel 4 menhirs, 1 dolmen                                                    |                                                         |                                                                                     |                                               |
| Menhir de Goulien                             | Crozon                     | | renversé                                                |                                                                                     |                                               |
| Menhir de Kerdreux                            | Crozon                     | |                                                         |                                                                                     |                                               |
| Menhir de Kerellot,                           | Crozon                     | |                                                         | 48° 13′ 21″ N, 4° 32′ 30″ O                                                         | Menhir de Kerrelot                            |
| Menhir de la Républicaine                     | Crozon                     | | restauré en 1992                                        | 48° 14′ 14″ N, 4° 28′ 39″ O                                                         | Menhir de la Républicaine                     |
| Menhir de Penandreff                          | Crozon                     | vestige d'un ensemble mégalithique                                                                           |                                                         | 48° 14′ 55″ N, 4° 28′ 31″ O                                                         | Menhir de Penandreff                          |
| Menhir de Tal ar Menhir                       | Crozon                     | | couché et déplacé                                       | 48° 10′ 52″ N, 4° 32′ 45″ O                                                         | Menhir de Tal Ar Menhir                       |
| Menhir de Toul Aniou                          | Crozon                     | autre nom menhir de Crozon                                                                                   |                                                         | 48° 14′ 50″ N, 4° 30′ 11″ O                                                         | Menhir de Toul Aniou                          |
| Menhirs de Raguenez                           | Crozon                     | vestige d'un alignement                                                                                      |                                                         | 48° 13′ 46″ N, 4° 25′ 21″ O 48° 13′ 47″ N, 4° 25′ 25″ O                             | Les deux menhirs alignés                      |
| Tumulus des dunes de Kerdreux                 | Crozon                     | dolmen |                                                         |                                                                                     |                                               |
| Menhir de Lesquivit                           | Dirinon                    | | détruit                                                 |                                                                                     |                                               |
| Menhir de Rest Guenon                         | Dirinon                    | | détruit                                                 |                                                                                     |                                               |
| Menhirs de Penanars                           | Dirinon                    | groupe de 4 menhirs                                                                                          | détruits                                                |                                                                                     |                                               |
| Menhir de Croaz-Ven                           | Douarnenez                 | |                                                         | 48° 05′ 48″ N, 4° 20′ 59″ O                                                         |                                               |
| Menhir de Loperec ar Voarec                   | Douarnenez                 | |                                                         | 48° 06′ 17″ N, 4° 21′ 53″ O                                                         |                                               |
| Menhir des Sables Blancs                      | Douarnenez                 | |                                                         | 48° 05′ 54″ N, 4° 21′ 12″ O                                                         |                                               |
| Menhir du Tréboul                             | Douarnenez                 | |                                                         | 48° 05′ 12″ N, 4° 20′ 29″ O                                                         |                                               |
| Cairn de Keringard                            | Elliant                    | | Classé MH (1969)                                        | 47° 59′ 56″ N, 3° 57′ 19″ O                                                         | Cairn de Keringard                            |
| Menhir de Cosquer Ven                         | Elliant                    | | Inscrit MH (1969)                                       | 48° 00′ 35″ N, 3° 56′ 48″ O                                                         | Menhir de Cosquer Ven                         |
| Menhir de Kerelcun                            | La Feuillée                | |                                                         | 48° 22′ 39″ N, 3° 49′ 40″ O                                                         |                                               |
| Allée couverte de Kerampicard                 | La Forêt-Fouesnant         | | Inscrit MH (1966)                                       | 47° 55′ 08″ N, 3° 57′ 18″ O                                                         |                                               |
| Cairn de Kerleven                             | La Forêt-Fouesnant         | | Classé MH (1965)                                        | 47° 53′ 50″ N, 3° 57′ 13″ O                                                         |                                               |
| Menhir de Chef du Bois                        | La Forêt-Fouesnant         | | Inscrit MH (1968)                                       | 47° 54′ 35″ N, 3° 57′ 46″ O                                                         |                                               |
| Dolmen de l'île Brunec,                       | Fouesnant                  | | Classé MH (1978)                                        |                                                                                     |                                               |
| Menhir de Lanveur                             | Fouesnant                  | | Inscrit MH (1967)                                       | 47° 52′ 54″ N, 4° 00′ 30″ O                                                         |                                               |
| Menhir de l'Ile-aux-Moutons                   | Fouesnant                  | | Classé MH (1967)                                        |                                                                                     |                                               |
| Menhirs de Beg-Meil                           | Fouesnant                  | 1 disparu | Classé MH (1930)                                        | 47° 51′ 18″ N, 3° 58′ 31″ O                                                         |                                               |
| Allée couverte de Loch-ar-Ronfl               | Gouézec                    | | Classé MH (1975)                                        | 48° 11′ 56″ N, 3° 58′ 20″ O                                                         |                                               |
| Menhir de Prat Min Fao                        | Gouézec                    | |                                                         | 48° 11′ 23″ N, 4° 00′ 35″ O                                                         |                                               |
| Allée couverte du Cosquer                     | Goulven                    | autre nom Dolmen de Treguelc'hier                                                                            | Classé MH (1883) · Classé MH (1920)                     | 48° 37′ 17″ N, 4° 17′ 30″ O                                                         | Allée couverte du Cosquer                     |
| Menhir de Kerellou                            | Guerlesquin                | | Classé MH (1909)                                        | 48° 32′ 52″ N, 3° 36′ 02″ O                                                         |                                               |
| Allée couverte et menhir de Men-Meur          | Guilvinec                  | | détruits                                                |                                                                                     |                                               |
| Menhir de Lanvar                              | Guilvinec                  | | Classé MH (1962)                                        | 47° 48′ 13″ N, 4° 17′ 06″ O                                                         | Menhir de Lanvar                              |
| Lit de Saint-Jean                             | Guimaëc                    | autre nom Tombeau de la fileuse                                                                              | Classé MH (1930)                                        | 48° 40′ 55″ N, 3° 43′ 04″ O                                                         | Lit de Saint-Jean                             |
| Menhir de Kerdudal                            | Guimaëc                    | |                                                         | 48° 40′ 38″ N, 3° 43′ 36″ O                                                         |                                               |
| Dolmen et menhir de Lingoz                    | Henvic                     | | détruits                                                |                                                                                     |                                               |
| Menhir d'Artus                                | Huelgoat                   | | Classé MH (1930)                                        | 48° 22′ 09″ N, 3° 44′ 09″ O                                                         | Menhir d'Artus                                |
| Menhir du Cloître                             | Huelgoat                   | | Inscrit MH (1980)                                       | 48° 21′ 25″ N, 3° 47′ 20″ O                                                         | Menhir du Cloître                             |
| Menhir de Creach ar Bolloch                   | Île-de-Batz                | |                                                         | 48° 44′ 31″ N, 3° 59′ 49″ O                                                         | Menhir de Creach-ar-Bolloch                   |
| Menhir de Penn ar C'hleguer                   | Île-de-Batz                | | Notice no IA00064777                                    | 48° 44′ 23″ N, 3° 59′ 34″ O                                                         | Menhir de Penn ar C'hleguer                   |
| Menhir de Porz ar Roc'h                       | Île-de-Batz                | |                                                         | 48° 44′ 53″ N, 4° 01′ 43″ O                                                         |                                               |
| Nécropole de Penn ar C'hleguer                | Île-de-Batz                | |                                                         | dans le jardin botanique                                                            | Nécropole de Penn ar C'hleguer                |
| Nécropole mégalithique de Zoulierou           | Île-Molène                 | |                                                         |                                                                                     |                                               |
| Allée couverte de Kélaourou                   | Île-de-Sein                | |                                                         | 48° 02′ 11″ N, 4° 50′ 13″ O                                                         | Allée couverte de Kélaourou                   |
| Dolmen de Nivran                              | Île-de-Sein                | | ruiné                                                   |                                                                                     |                                               |
| Dolmen et menhir de Corijou                   | Île-de-Sein                | |                                                         | 48° 02′ 21″ N, 4° 51′ 33″ O 48° 02′ 22″ N, 4° 51′ 33″ O                             | Dolmen du Corijou                             |
| Les Causeurs                                  | Île-de-Sein                | 2 menhirs | Classé MH (1901)                                        | 48° 02′ 17″ N, 4° 51′ 04″ O                                                         | Les Causeurs                                  |
| Mégalithes de Beg ar Lan                      | Île-de-Sein                | galerie et menhir renversé                                                                                   |                                                         |                                                                                     |                                               |
| Menhir de Rojou                               | Île-de-Sein                | |                                                         | 48° 02′ 28″ N, 4° 51′ 51″ O                                                         | Menhir de Rojou                               |
| Allée couverte de Porz Huel                   | Kerlouan                   | | immergée                                                | 48° 38′ 28″ N, 4° 24′ 56″ O                                                         | Allée couverte de Porz Huel                   |
| Mégalithes de Kermarguel                      | Kerlouan                   | 1 menhir, 1 allée couverte, 1 sépulture indéterminée                                                         | détruits                                                |                                                                                     |                                               |
| Menhir de Croazou                             | Kerlouan                   | | détruit                                                 |                                                                                     |                                               |
| Menhir de Kervizouarn                         | Kerlouan                   | |                                                         | 48° 39′ 07″ N, 4° 22′ 59″ O                                                         | Menhir de Kervizouarn                         |
| Menhir de Théven                              | Kerlouan                   | |                                                         | 48° 39′ 43″ N, 4° 21′ 54″ O                                                         | Menhir de Théven                              |
| Allée couverte du Ribl                        | Lampaul-Ploudalmézeau      | autre nom Pont-ar-Bleiz                                                                                      | Classé MH (1940)                                        | 48° 34′ 09″ N, 4° 39′ 01″ O                                                         | Allée couverte de Pont-ar-Bleiz               |
| Croaz Ambich                                  | Lampaul-Ploudalmézeau      | probable menhir christianisé                                                                                 |                                                         | 48° 33′ 42″ N, 4° 39′ 09″ O                                                         | Croaz Ambich                                  |
| Menhir du Ribl                                | Lampaul-Ploudalmézeau      | |                                                         | 48° 33′ 53″ N, 4° 38′ 58″ O                                                         | Menhir du Ribl                                |
| Cairn et menhir de l'île Tariec               | Landéda                    | |                                                         |                                                                                     |                                               |
| Cairns de Roc'h Avel                          | Landéda                    | 2 cairns l'un des deux a été coupé en deux par les hautes mers\|                                             |                                                         |                                                                                     |                                               |
| Dolmen d'Ar Vourc'h                           | Landéda                    | |                                                         | 48° 36′ 08″ N, 4° 35′ 56″ O                                                         |                                               |
| Menhir de Kistillig                           | Landéda                    | |                                                         | 48° 36′ 06″ N, 4° 35′ 35″ O                                                         |                                               |
| Cairns de l'île Guénioc                       | Landéda                    | 15 dolmens, stèles anthropomorphes                                                                           | Classé MH (1964)                                        | 48° 36′ 02″ N, 4° 38′ 09″ O                                                         |                                               |
| Dolmen de Saint-Thélo                         | Landeleau                  | |                                                         | 48° 15′ 10″ N, 3° 43′ 41″ O                                                         |                                               |
| Allée couverte de Kerangouez                  | Landévennec                | | détruite                                                |                                                                                     |                                               |
| Allée couverte de Quiniquidec                 | Landévennec                | | ruinée                                                  |                                                                                     |                                               |
| Menhir de Lesvoë                              | Landudec                   | |                                                         | 47° 58′ 31″ N, 4° 20′ 10″ O                                                         |                                               |
| Dolmen de l'île d'Yoc'h                       | Landunvez                  | | ruiné                                                   |                                                                                     |                                               |
| Dolmen de Saint-Gonvel                        | Landunvez                  | autre nom dolmen d'Argenton                                                                                  | Classé MH (1883)                                        | 48° 31′ 44″ N, 4° 45′ 35″ O                                                         | Dolmen de Saint-Gonvel                        |
| Menhir de Foshuel                             | Landunvez                  | |                                                         | 48° 32′ 57″ N, 4° 43′ 58″ O                                                         |                                               |
| Menhir de Kerandraon                          | Landunvez                  | menhir incertain                                                                                             |                                                         |                                                                                     |                                               |
| Menhir de Kerspernic                          | Landunvez                  | autre nom menhir de Kerisquin                                                                                | détruit                                                 |                                                                                     |                                               |
| Menhir de Kerveleoc                           | Landunvez                  | |                                                         | 48° 31′ 02″ N, 4° 44′ 01″ O                                                         |                                               |
| Menhir de Lan Goz                             | Landunvez                  | |                                                         |                                                                                     |                                               |
| Menhir de Landourzan                          | Landunvez                  | |                                                         | 48° 31′ 56″ N, 4° 42′ 56″ O                                                         |                                               |
| Menhir de Penfoul                             | Landunvez                  | |                                                         | 48° 31′ 53″ N, 4° 44′ 57″ O                                                         | Menhir de Penfoul                             |
| Menhir de Penquer                             | Landunvez                  | |                                                         | 48° 32′ 00″ N, 4° 44′ 52″ O                                                         | Menhir de Penquer                             |
| Menhir de Saint-Gonvarc'h                     | Landunvez                  | autre nom menhir d'Argenton                                                                                  | Classé MH (1889) · Classé MH (1969)                     | 48° 31′ 04″ N, 4° 43′ 33″ O                                                         |                                               |
| Menhirs de Kerlaguen                          | Landunvez                  | 2 menhirs | 1 détruit                                               | 48° 32′ 10″ N, 4° 44′ 45″ O                                                         | Menhir de Kerlaguen                           |
| Menhirs de Trémazan                           | Landunvez                  | alignement, menhir isolé, pierres plantées                                                                   | détruits                                                |                                                                                     |                                               |
| Tumulus de Beg ar Galéti                      | Landunvez                  | 2 pierres dressées et butte anthropique                                                                      |                                                         | 48° 33′ 33″ N, 4° 43′ 00″ O 48° 33′ 32″ N, 4° 43′ 00″ O                             | Pierre nord de Beg-ar-Galéti                  |
| Menhir de Stang Levenez                       | Langolen                   | |                                                         | 48° 05′ 36″ N, 3° 54′ 14″ O                                                         |                                               |
| Cromlech du Moulin du Duc                     | Lannédern                  | |                                                         | 48° 17′ 02″ N, 3° 55′ 30″ O                                                         |                                               |
| Menhir du Roscadou                            | Lannédern                  | |                                                         | 48° 17′ 32″ N, 3° 55′ 03″ O                                                         |                                               |
| Menhir de Kerandraon                          | Lanneuffret                | | détruit                                                 |                                                                                     |                                               |
| Dolmen de Troreon                             | Lannilis                   | | détruit                                                 |                                                                                     |                                               |
| Monument mégalithique de Kergall              | Lannilis                   | | détruit                                                 |                                                                                     |                                               |
| Alignement de Kerneder                        | Lanrivoaré                 | | détruit                                                 |                                                                                     |                                               |
| Menhir de Kerribin                            | Lanrivoaré                 | | détruit                                                 |                                                                                     |                                               |
| Monument mégalithique de Kerribin             | Lanrivoaré                 | | détruit                                                 |                                                                                     |                                               |
| Dolmen du Poulmic                             | Lanvéoc                    | | démantelé pour construire le pont de Kervon             | 48° 15′ 30″ N, 4° 26′ 43″ O                                                         | Pont de Kervon                                |
| Menhir de Kerzuélet                           | Lanvéoc                    | |                                                         | 48° 15′ 38″ N, 4° 26′ 43″ O                                                         | Menhir de Kerzuélet                           |
| Menhir de Kermez                              | Laz                        | | Classé MH (1910)                                        | 48° 07′ 04″ N, 3° 48′ 36″ O                                                         |                                               |
| Dolmen de Pendreau                            | Lennon                     | |                                                         | 48° 11′ 14″ N, 3° 55′ 19″ O                                                         |                                               |
| Menhirs de Kerfleur                           | Leuhan                     | autre nom Men Berr et Men Hir                                                                                |                                                         | 48° 05′ 48″ N, 3° 45′ 13″ O 48° 05′ 27″ N, 3° 45′ 03″ O                             |                                               |
| Alignement de Kereven                         | Locmaria-Plouzané          | 1 seul menhir                                                                                                | démantelé                                               | 48° 22′ 43″ N, 4° 40′ 03″ O                                                         | Menhir de Kereven                             |
| Menhirs de Kerveguen                          | Locmaria-Plouzané          | 3 menhirs | détruits                                                |                                                                                     |                                               |
| Dolmen de la plage d'Ezer,                    | Loctudy                    | | disparu                                                 |                                                                                     |                                               |
| Menhir de Penglaouic                          | Loctudy                    | | Classé MH (1974)                                        | 47° 51′ 12″ N, 4° 11′ 35″ O                                                         |                                               |
| Menhir de Carn                                | Loperhet                   | |                                                         | 48° 23′ 28″ N, 4° 20′ 01″ O                                                         |                                               |
| Dolmen du Norohou                             | Loqueffret                 | | détruit                                                 |                                                                                     |                                               |
| Allée couverte de Coat Menez Guen             | Melgven                    | autre nom Ty Corriganet                                                                                      | Classé MH (1961)                                        | 47° 54′ 17″ N, 3° 47′ 13″ O                                                         | Allée couverte de Coat Menez Guen             |
| Dolmen de Cosquer                             | Melgven                    | |                                                         | 47° 54′ 09″ N, 3° 48′ 55″ O                                                         |                                               |
| Dolmen de Loch Korrigan                       | Melgven                    | |                                                         | 47° 53′ 15″ N, 3° 52′ 03″ O                                                         |                                               |
| Allée couverte de Kergoustance                | Moëlan-sur-Mer             | | Inscrit MH (1996)                                       | 47° 48′ 52″ N, 3° 38′ 14″ O                                                         | Allée couverte de Kergoustance                |
| Allée couverte de Kermeur Bihan               | Moëlan-sur-Mer             | | Inscrit MH (1982)                                       | 47° 48′ 49″ N, 3° 42′ 01″ O                                                         | Allée couverte de Kermeur Bihan               |
| Allée couverte de Lann Vraz                   | Moëlan-sur-Mer             | autre nom allée couverte de Kerlauret                                                                        |                                                         | 47° 48′ 00″ N, 3° 37′ 49″ O                                                         | Allée couverte de Lann Vraz                   |
| Allée couverte et menhir de Kercordonner      | Moëlan-sur-Mer             | autres noms allée couverte et menhir de Kerandrège , de Kersegallou                                          | Classé MH (1931)                                        | 47° 47′ 51″ N, 3° 39′ 34″ O                                                         | Allée couverte et menhir de Kercordonner      |
| Dolmen de Guily                               | Moëlan-sur-Mer             | |                                                         | 47° 49′ 24″ N, 3° 38′ 28″ O                                                         |                                               |
| Dolmen de Kercadoret                          | Moëlan-sur-Mer             | | Inscrit MH (1973) · détruit                             |                                                                                     |                                               |
| Menhir de Bellevue                            | Moëlan-sur-Mer             | | Classé MH (1977)                                        | 47° 48′ 25″ N, 3° 37′ 55″ O                                                         | Menhir de Bellevue                            |
| Menhir du Croaziou                            | Moëlan-sur-Mer             | autre nom Mein-Cam                                                                                           |                                                         | 47° 48′ 15″ N, 3° 37′ 53″ O                                                         |                                               |
| Menhir de Guily                               | Moëlan-sur-Mer             | |                                                         | 47° 49′ 05″ N, 3° 38′ 49″ O                                                         |                                               |
| Menhir de Kergoulouët                         | Moëlan-sur-Mer             | | Inscrit MH (1974)                                       | 47° 48′ 55″ N, 3° 39′ 58″ O                                                         | Menhir de Kergoulouët                         |
| Menhir de Kerseller                           | Moëlan-sur-Mer             | | Inscrit MH (1982)                                       | 47° 50′ 07″ N, 3° 37′ 57″ O                                                         |                                               |
| Menhir de l'Église                            | Moëlan-sur-Mer             | |                                                         | déplacé 47° 48′ 52″ N, 3° 37′ 44″ O                                                 |                                               |
| Menhir de Mentoul                             | Moëlan-sur-Mer             | | Classé MH (1973)                                        | 47° 48′ 57″ N, 3° 37′ 23″ O                                                         | Menhir de Mentoul                             |
| Menhirs de Mescléo                            | Moëlan-sur-Mer             | 2 menhirs | Inscrit MH (1973)                                       | 47° 48′ 08″ N, 3° 37′ 00″ O 47° 48′ 15″ N, 3° 36′ 58″ O                             | Menhir sud de Mescléo                         |
| Allée couverte de Kervoulidic                 | Motreff                    | | Inscrit MH (1968)                                       | 48° 14′ 57″ N, 3° 32′ 26″ O                                                         | Allée couverte de Kervoulidic                 |
| Dolmen de Brucou                              | Névez                      | | Inscrit MH (1971)                                       | 47° 50′ 42″ N, 3° 46′ 21″ O                                                         |                                               |
| Dolmen de l'île de Raguenez                   | Névez                      | |                                                         |                                                                                     |                                               |
| Dolmens de Kerascoët                          | Névez                      | | Inscrit MH (1980)                                       | 47° 47′ 30″ N, 3° 46′ 10″ O                                                         |                                               |
| Enceinte mégalithique de Lann Pen-ar-Land     | Ouessant                   | |                                                         | 48° 27′ 46″ N, 5° 02′ 15″ O                                                         | Enceinte mégalithique de Lann Pen-ar-Land     |
| Allée couverte de Run-Aour                    | Penmarc'h                  | |                                                         | déplacée au Musée de la Préhistoire finistérienne 47° 49′ 34″ N, 4° 21′ 48″ O       | Allée couverte de Run-Aour                    |
| Dolmen de Penanker                            | Penmarc'h                  | | détruit                                                 |                                                                                     |                                               |
| Menhir de Kervédal                            | Penmarc'h                  | | Classé MH (1929)                                        | 47° 49′ 18″ N, 4° 21′ 30″ O                                                         | Menhir de Kervédal                            |
| Menhir de Notre-Dame de la Joie               | Penmarc'h                  | |                                                         | 47° 48′ 19″ N, 4° 22′ 21″ O                                                         | Menhir de Notre-Dame de la Joie               |
| Menhir de Toul Gwin                           | Penmarc'h                  | |                                                         | 47° 49′ 36″ N, 4° 21′ 12″ O                                                         | Menhir de Toul Gwin                           |
| Menhirs de Kerscaven                          | Penmarc'h                  | 2 menhirs | Classé MH (1889, 1931) · Classé MH (1921)               | 47° 49′ 07″ N, 4° 19′ 23″ O 47° 49′ 12″ N, 4° 19′ 18″ O                             | Menhir nord de Kerscaven                      |
| Tumulus de Rosmeur                            | Penmarc'h                  | 2 tumulus Petit Rosmeur et Grand Rosmeur                                                                     | 1 détruit                                               | 47° 49′ 34″ N, 4° 21′ 58″ O                                                         | Dolmen de Rosmeur                             |
| Tumulus du Poulguen                           | Penmarc'h                  | | Classé MH (1921)                                        | 47° 48′ 24″ N, 4° 18′ 18″ O                                                         |                                               |
| Dolmen de Penquélennec                        | Peumerit                   | | Classé MH (1922)                                        | 47° 56′ 58″ N, 4° 18′ 46″ O                                                         |                                               |
| Menhir de Kerenguy                            | Peumerit                   | |                                                         | 47° 57′ 10″ N, 4° 15′ 56″ O                                                         |                                               |
| Menhir de Kerven                              | Peumerit                   | |                                                         | 47° 57′ 35″ N, 4° 18′ 42″ O                                                         |                                               |
| Menhir de Lambrat                             | Peumerit                   | | détruit                                                 |                                                                                     |                                               |
| Menhir de Menez Caravec                       | Peumerit                   | | détruit                                                 |                                                                                     |                                               |
| Menhir de Troyon                              | Peumerit                   | |                                                         | 47° 56′ 23″ N, 4° 16′ 16″ O                                                         |                                               |
| Menhirs de Kerloazec                          | Peumerit                   | 3 menhirs |                                                         | 47° 56′ 58″ N, 4° 18′ 31″ O 2 déplacés 47° 55′ 59″ N, 4° 19′ 41″ O                  | menhirs de Kerlozaec                          |
| Menhir de Prat Lédan                          | Plabennec                  | |                                                         | déplacé 48° 30′ 14″ N, 4° 21′ 42″ O                                                 |                                               |
| Dolmen du Manoir de Créac'h Quéta             | Pleuven                    | | Classé MH (1968)                                        | 47° 55′ 53″ N, 4° 02′ 57″ O                                                         |                                               |
| Menhir du Moulin du Pont                      | Pleuven                    | |                                                         | 47° 55′ 51″ N, 4° 04′ 11″ O                                                         |                                               |
| Dolmen de Menez Goarem ar Feunteun            | Plobannalec-Lesconil       | | Classé MH (1921)                                        | 47° 48′ 06″ N, 4° 13′ 01″ O                                                         | Dolmen de Menez Goarem ar Feunteun            |
| Dolmen de Tronval                             | Plobannalec-Lesconil       | | Classé MH (1920)                                        | 47° 48′ 50″ N, 4° 14′ 53″ O                                                         | Dolmen de Tronval                             |
| Dolmen et menhir de Kerlay,                   | Plobannalec-Lesconil       | |                                                         | 47° 49′ 47″ N, 4° 14′ 46″ O                                                         |                                               |
| Dolmens de Kerfeuns                           | Plobannalec-Lesconil       | | ruinés                                                  | 47° 48′ 36″ N, 4° 13′ 59″ O                                                         | Dolmens de Kerfeuns                           |
| Dolmens de Kervadol                           | Plobannalec-Lesconil       | | Classé MH (1922)                                        | 47° 48′ 48″ N, 4° 13′ 47″ O                                                         | Dolmens de Kervadol                           |
| Dolmens de Kervignon                          | Plobannalec-Lesconil       | | Classé MH (1922)                                        | 47° 48′ 40″ N, 4° 13′ 47″ O                                                         | Dolmen de Kervignon                           |
| Ensemble mégalithique de Quélarn              | Plobannalec-Lesconil       | |                                                         | 47° 48′ 49,74″ N, 4° 15′ 06,38″ O                                                   | Ensemble mégalithique de Quélarn              |
| Menhir de Kerdalaë-Lesconil                   | Plobannalec-Lesconil       | | Classé MH (1932)                                        | 47° 48′ 00″ N, 4° 13′ 29″ O                                                         | Menhir de Kerdalaë-Lesconil                   |
| Menhir de Kerdalaë-Plonivel                   | Plobannalec-Lesconil       | | renversé                                                | 47° 48′ 53″ N, 4° 12′ 03″ O                                                         | Menhir de Kerdalae-Plonivel                   |
| Menhir de Kervintic                           | Plobannalec-Lesconil       | | détruit                                                 |                                                                                     | Menhir de Kervintic                           |
| Menhir Men Rouz                               | Plobannalec-Lesconil       | autres noms Pierre Rousse, mnhir du Ster Nibilic                                                             | incorporé dans le mur du fond de l'anse du Ster Nibilic | 47° 48′ 00″ N, 4° 12′ 51″ O                                                         |                                               |
| Menhirs de Ruot-Nevez                         | Plogastel-Saint-Germain    | 2 menhirs | 1 détruit                                               | 47° 57′ 34″ N, 4° 18′ 46″ O                                                         |                                               |
| Menhir de Kerlenn                             | Plomelin                   | |                                                         | 47° 56′ 22″ N, 4° 10′ 58″ O                                                         |                                               |
| Menhirs de Tingoff                            | Plomelin                   | autre nom menhirs de Pont-Menhir                                                                             | Classé MH (1978)                                        | 47° 56′ 18″ N, 4° 09′ 03″ O                                                         | Menhirs de Tingoff                            |
| Alignements de la Madeleine                   | Plomeur et Penmarch        | | ruinés                                                  | 47° 49′ 41″ N, 4° 19′ 14″ O                                                         | Alignement de la Madeleine                    |
| Dolmen de Kerbulic                            | Plomeur                    | |                                                         | 47° 50′ 16″ N, 4° 16′ 01″ O                                                         | Dolmen de Kerbulic                            |
| Dolmen de Kersidal                            | Plomeur                    | |                                                         | 47° 48′ 24″ N, 4° 17′ 57″ O                                                         | Dolmen de Kersidal                            |
| Dolmen de Kerugou                             | Plomeur                    | | Classé MH (1922)                                        | 47° 50′ 46″ N, 4° 18′ 34″ O                                                         | Dolmen de Kerugou                             |
| Dolmen de Kerverret                           | Plomeur                    | | détruit                                                 |                                                                                     |                                               |
| Dolmen de Lestrigniou                         | Plomeur                    | | Classé MH (1927)                                        | 47° 49′ 31″ N, 4° 18′ 40″ O                                                         | Dolmen de Lestrigniou                         |
| Dolmen de Menez Landu                         | Plomeur                    | |                                                         | 47° 49′ 51″ N, 4° 18′ 12″ O                                                         | Dolmen de Menez Landu                         |
| Dolmen de Penker-Ar-Bloaz                     | Plomeur                    | | Classé MH (1924)                                        | 47° 49′ 10″ N, 4° 17′ 39″ O                                                         | Penker-Ar-Bloaz                               |
| Dolmen de la pointe de la Torche              | Plomeur                    | | Classé MH (1960)                                        | 47° 50′ 14″ N, 4° 21′ 12″ O                                                         | Dolmen de la pointe de la Torche              |
| Dolmens et menhir de Kerboulen                | Plomeur                    | 3 dolmens, 1 menhir                                                                                          |                                                         | 47° 49′ 49″ N, 4° 20′ 14″ O                                                         | Dolmens de Kerboulen                          |
| Menhir de Kervéen                             | Plomeur                    | |                                                         | 47° 49′ 17″ N, 4° 18′ 38″ O                                                         |                                               |
| Menhir de Kerverret                           | Plomeur                    | autre nom Men Bris                                                                                           |                                                         | 47° 50′ 07″ N, 4° 19′ 33″ O                                                         | Menhir de Kerverret                           |
| Menhir de Lanvenael                           | Plomeur                    | | Classé MH (1923)                                        | 47° 50′ 59″ N, 4° 19′ 04″ O                                                         | Menhir de Lanvenael                           |
| Menhir de Prat-Palud                          | Plomeur                    | | détruit                                                 |                                                                                     |                                               |
| Menhir de Saint-Urnel                         | Plomeur                    | |                                                         | déplacé au Château de Kernuz à Pont-l'Abbé                                          |                                               |
| Menhir de la Vieille Métairie                 | Plomeur                    | autre nom menhir de Villeneuve                                                                               |                                                         | 47° 51′ 16″ N, 4° 16′ 09″ O                                                         | Menhir de la Vieille Métairie                 |
| Menhirs de Kerharo Vian                       | Plomeur                    | 2 menhirs | Inscrit MH (1983)                                       | 47° 50′ 42″ N, 4° 20′ 02″ O                                                         | Menhirs de Kerharo Vian                       |
| Menhirs de Kerfland                           | Plomeur                    | 3 menhirs | Classé MH (1923)                                        | 47° 49′ 35″ N, 4° 16′ 31″ O                                                         | Menhirs de Kerfland                           |
| Dolmen de Gouarem al Lié                      | Plomodiern                 | | ruiné                                                   | déplacé                                                                             |                                               |
| Dolmen de Stang an Huel                       | Plomodiern                 | |                                                         | quasiment détruit                                                                   |                                               |
| Cairn de Kervastal Huella,                    | Plonéis                    | |                                                         |                                                                                     |                                               |
| Menhir de Keriforn                            | Plonéour-Lanvern           | |                                                         |                                                                                     |                                               |
| Menhir de Ti ar Poés                          | Plonéour-Lanvern           | autre nom : menhir de Brahiliec                                                                              | Notice no IA00005723                                    | 47° 54′ 25″ N, 4° 15′ 06″ O                                                         |                                               |
| Menhir du Moulin de Trémillec                 | Plonéour-Lanvern           | |                                                         | 47° 54′ 30″ N, 4° 14′ 34″ O                                                         |                                               |
| Allée couverte de Roc'h Beg an Eor            | Plonévez-du-Faou           | |                                                         | 48° 19′ 27″ N, 3° 50′ 11″ O                                                         |                                               |
| Allée couverte de Kerapousoun                 | Plouarzel                  | | détruite                                                |                                                                                     |                                               |
| Menhir de Kerleac'h                           | Plouarzel                  | | détruit                                                 |                                                                                     |                                               |
| Menhir de Kerloas                             | Plouarzel                  | | Classé MH (1883)                                        | 48° 25′ 36″ N, 4° 40′ 46″ O                                                         |                                               |
| Tumuli de l'île Ségal                         | Plouarzel                  | 6 tumulus |                                                         |                                                                                     |                                               |
| Cairn de l'île Carn                           | Ploudalmézeau              | | Classé MH (1955)                                        | 48° 34′ 30″ N, 4° 41′ 33″ O                                                         |                                               |
| Dolmen du Guilliguy                           | Ploudalmézeau              | sépulture à entrée latérale                                                                                  | Classé MH (1921)                                        | 48° 33′ 15″ N, 4° 42′ 11″ O                                                         |                                               |
| Menhir de Kerdialaès                          | Ploudalmézeau              | |                                                         | 48° 32′ 58″ N, 4° 41′ 38″ O                                                         |                                               |
| Menhir de Kervédel                            | Ploudalmézeau              | | disparu                                                 |                                                                                     |                                               |
| Menhir du Guilliguy                           | Ploudalmézeau              | | Classé MH (1921)                                        | 48° 33′ 13″ N, 4° 42′ 06″ O                                                         | Menhir du Guilliguy                           |
| Menhir de Prat Léac'h                         | Ploudalmézeau              | |                                                         | déplacé 48° 33′ 31″ N, 4° 40′ 13″ O                                                 | Menhir de Prat Léac'h                         |
| Menhir renversé du Guilliguy                  | Ploudalmézeau              | |                                                         | 48° 33′ 12″ N, 4° 42′ 04″ O                                                         |                                               |
| Pierres plantées de Renterboul                | Ploudalmézeau              | | détruites                                               |                                                                                     |                                               |
| Sépulture de Gorre Coat                       | Ploudiry                   | | disparue                                                |                                                                                     |                                               |
| Dolmen de Kerlaudy                            | Plouénan                   | |                                                         |                                                                                     |                                               |
| Allée couverte de Guinirvit                   | Plouescat                  | | Classé MH (1960)                                        | 48° 39′ 25″ N, 4° 12′ 58″ O                                                         | Allée couverte de Guinirvit                   |
| Dolmen de Creach-ar-Vren                      | Plouescat                  | | Classé MH (1909)                                        | 48° 39′ 25″ N, 4° 09′ 27″ O                                                         | Dolmen de Creach-ar-Vren                      |
| Menhir de Cam Louis                           | Plouescat                  | autre nom menhir de Kergoarat-Saint-Eden                                                                     | Classé MH (1909) · Classé MH (1909)                     | 48° 41′ 10″ N, 4° 11′ 00″ O                                                         | Menhir de Cam Louis                           |
| Menhir de Couinandré                          | Plouescat                  | | Classé MH (1970)                                        | 48° 39′ 27″ N, 4° 09′ 32″ O                                                         | Menhir de Couinandré                          |
| Menhir d'Irvit                                | Plouescat                  | | Classé MH (1921)                                        | 48° 40′ 45″ N, 4° 09′ 51″ O                                                         | Menhir d'Irvit                                |
| Menhir de Porz ar Stréat                      | Plouescat                  | |                                                         | 48° 40′ 04″ N, 4° 12′ 31″ O                                                         | Menhir de Porz ar Stréat                      |
| Menhir de Prat Meur                           | Plouescat                  | |                                                         | 48° 39′ 43″ N, 4° 12′ 06″ O                                                         | Menhir de Prat Meur                           |
| Cairn de Barnenez                             | Plouezoc'h                 | | Classé MH (1956)                                        | 48° 40′ 03″ N, 3° 51′ 31″ O                                                         | Cairn de Barnenez                             |
| Lit de la Fileuse                             | Plougasnou                 | allée couverte ?                                                                                             |                                                         | 48° 43′ 04″ N, 3° 49′ 06″ O                                                         |                                               |
| Menhir de Traon-Bihan                         | Plougasnou                 | | Inscrit MH (1956)                                       | 48° 41′ 46″ N, 3° 48′ 56″ O                                                         |                                               |
| Alignement de Kerziou                         | Plougastel-Daoulas         | 4 menhirs |                                                         |                                                                                     |                                               |
| Menhirs de Difroud                            | Plougastel-Daoulas         | 3 menhirs | détruits                                                |                                                                                     |                                               |
| Menhirs de Lesquivit                          | Plougastel-Daoulas         | 2 menhirs | détruits                                                |                                                                                     |                                               |
| Menhirs de Quilliou                           | Plougastel-Daoulas         | 3 menhirs | 2 détruits                                              |                                                                                     |                                               |
| Dolmen de Goariva                             | Plougonven                 | | ruiné                                                   | 48° 29′ 01″ N, 3° 44′ 32″ O                                                         |                                               |
| Les Deux Menhirs                              | Plougonven                 | |                                                         | 48° 28′ 38″ N, 3° 43′ 41″ O                                                         | Les Deux Menhirs                              |
| Dolmen de Tévenn                              | Plougoulm                  | |                                                         | 48° 41′ 09″ N, 4° 03′ 50″ O                                                         |                                               |
| Menhir du Cimetière                           | Plougoulm                  | | détruit                                                 |                                                                                     |                                               |
| Allée couverte de Kervenni                    | Plouguerneau               | |                                                         |                                                                                     |                                               |
| Cairn de l'île Vénan                          | Plouguerneau               | |                                                         |                                                                                     |                                               |
| Allée couverte de Lilia                       | Plouguerneau               | | Classé MH (1959)                                        | 48° 37′ 06″ N, 4° 33′ 18″ O                                                         | Allée couverte de Lilia                       |
| Menhir de Saint-Cava                          | Plouguerneau               | enceinte et menhir autre nom Men Ozac'h                                                                      |                                                         |                                                                                     | Menhir dit Men Ozac'h                         |
| Menhir d'Enez Sanc                            | Plouguerneau               | | détruit                                                 |                                                                                     |                                               |
| Menhir de Croaz Prenn                         | Plouguerneau               | | détruit                                                 |                                                                                     |                                               |
| Menhir de Goarivan                            | Plouguerneau               | |                                                         | 48° 37′ 08″ N, 4° 29′ 15″ O                                                         | Menhir de Goarivan                            |
| Menhir de Gwele Rann                          | Plouguerneau               | |                                                         |                                                                                     |                                               |
| Menhir de Kernévez-Gorrébloué                 | Plouguerneau               | autre nom menhir de Kerezog                                                                                  |                                                         | déplacé 48° 35′ 05″ N, 4° 27′ 22″ O                                                 |                                               |
| Menhir de Penn ar Strejou                     | Plouguerneau               | |                                                         | 48° 37′ 37″ N, 4° 27′ 11″ O                                                         | Menhir de Penn-ar-Strejou                     |
| Menhir de Kervignen-Bras                      | Plouguin                   | | Classé MH (1979)                                        | 48° 30′ 44″ N, 4° 37′ 41″ O                                                         | Menhir de Kervignen-Bras                      |
| Menhir de Lannoulouarn                        | Plouguin                   | vestige d'un alignement                                                                                      | Classé MH (1961)                                        | 48° 33′ 05″ N, 4° 35′ 14″ O                                                         | Menhir de Lannoulouarn                        |
| Menhir de Penn Carvan                         | Plouguin                   | |                                                         | 48° 32′ 39″ N, 4° 35′ 34″ O                                                         |                                               |
| Allée couverte de Porz Poul'han               | Plouhinec                  | autre nom Allée couverte de Menez Korried                                                                    |                                                         | 47° 59′ 11″ N, 4° 27′ 56″ O                                                         | Allée couverte de Porz Poul'han               |
| Nécropole mégalithique de la Pointe du Souc'h | Plouhinec                  | | Classé MH (1979)                                        | 47° 59′ 14″ N, 4° 28′ 28″ O                                                         | Nécropole mégalithique de la Pointe du Souc'h |
| Polissoir d'Ar Vouarm                         | Plouhinec                  | |                                                         | déplacé près de l'église 48° 00′ 51″ N, 4° 29′ 08″ O                                | Polissoir d'Ar Vouarm                         |
| Tumulus de Kergoglé                           | Plouhinec                  | |                                                         |                                                                                     |                                               |
| Tumulus de Kersandy,                          | Plouhinec                  | | détruit                                                 |                                                                                     |                                               |
| Allée couverte de Kerbervas                   | Plouider                   | autre nom Autel des druides                                                                                  |                                                         | 48° 37′ 33″ N, 4° 20′ 52″ O                                                         |                                               |
| Menhir de Creac'h Edern                       | Plouigneau                 | | Inscrit MH (1955)                                       | 48° 33′ 02″ N, 3° 42′ 35″ O                                                         | Menhir de Creac'h Edern                       |
| Menhir de Roc'h Conan                         | Plounéour-Ménez            | |                                                         | 48° 28′ 15″ N, 3° 51′ 06″ O                                                         |                                               |
| Menhir de Roc'h Trédudon                      | Plounéour-Ménez            | |                                                         |                                                                                     |                                               |
| Allée couverte de Diévet                      | Plounéour-Trez             | |                                                         | 48° 39′ 17″ N, 4° 18′ 43″ O                                                         | Allée couverte de Diévet                      |
| Allée couverte de Mentoull Kereoc             | Plounéour-Trez             | | disparue                                                |                                                                                     |                                               |
| Allée couverte de Queran                      | Plounéour-Trez             | | détruite                                                |                                                                                     | Allée couverte de Queran                      |
| Menhir de Menoignon                           | Plounéour-Trez             | | Classé MH (1889)                                        | 48° 39′ 20″ N, 4° 19′ 31″ O                                                         | Menhir de Menoignon                           |
| Mégalithes de Kerdonnars                      | Plounéventer               | menhir, allée couverte, stèle ornée                                                                          | détruits                                                |                                                                                     |                                               |
| Allée couverte de Kervéret                    | Plounévez-Lochrist         | | détruite                                                |                                                                                     |                                               |
| Dolmen de Brétouaré                           | Plounévez-Lochrist         | |                                                         | 48° 38′ 17″ N, 4° 14′ 00″ O                                                         |                                               |
| Menhirs de Brétouaré                          | Plounévez-Lochrist         | 2 menhirs |                                                         | déplacés 48° 38′ 25″ N, 4° 14′ 01″ O 48° 38′ 15″ N, 4° 13′ 55″ O                    |                                               |
| Menhir de Kergadiou                           | Plourin                    | | Classé MH (1883)                                        | 48° 29′ 37″ N, 4° 43′ 30″ O                                                         | Menhir de Kergadiou                           |
| Menhirs de Kerguiabo                          | Plourin                    | 2 menhirs |                                                         | 48° 31′ 00″ N, 4° 44′ 30″ O                                                         | Menhirs de Kerguiabo                          |
| Alignement de Coat Enes                       | Plouzané                   | 8 menhirs | détruits                                                |                                                                                     |                                               |
| Dolmens de Reun                               | Plovan                     | 2 dolmens | Inscrit MH (1967)                                       | 47° 55′ 51″ N, 4° 23′ 16″ O                                                         |                                               |
| Menhir de Kerglogé                            | Plovan                     | |                                                         | 47° 57′ 19″ N, 4° 20′ 21″ O                                                         | Menhir de Kerglogé                            |
| Menhirs de Lespurit Ellen                     | Plovan                     | 3 menhirs | Classé MH (1923)                                        | 47° 57′ 13″ N, 4° 19′ 26″ O                                                         | Menhirs de Lespurit Ellen                     |
| Menhirs de Saint-Kodelig                      | Plovan                     | 2 menhirs |                                                         | 47° 56′ 57″ N, 4° 20′ 28″ O                                                         | Menhirs de Saint-Kodelig                      |
| Tumulus du Crugou                             | Plovan                     | | détruit                                                 |                                                                                     | Tumulus du Crugou                             |
| Tumulus du Renongar                           | Plovan                     | | ruiné,                                                  | 47° 55′ 59″ N, 4° 22′ 48″ O                                                         | Dalle gravée du tumulus du Renongar           |
| Dolmen de Penquer                             | Plozévet                   | | détruit ?                                               |                                                                                     |                                               |
| Menhir de Kereffran                           | Plozévet                   | autre nom Menhir de la Rue de la Fontaine                                                                    |                                                         | 47° 59′ 06″ N, 4° 25′ 32″ O                                                         |                                               |
| Menhir de Kervinou                            | Plozévet                   | |                                                         | 47° 58′ 34″ N, 4° 23′ 01″ O                                                         | Menhir de Kervinou                            |
| Menhir de Penquer                             | Plozévet                   | |                                                         | 47° 58′ 45″ N, 4° 23′ 56″ O                                                         | Menhir de Penquer                             |
| Menhir des Droits de l'Homme                  | Plozévet                   | | Classé MH (1881)                                        | 47° 57′ 48″ N, 4° 25′ 24″ O                                                         | Menhir des Droits de l'Homme                  |
| Menhir du monument aux morts                  | Plozévet                   | |                                                         | 47° 59′ 11″ N, 4° 25′ 37″ O                                                         | Menhir du monument aux morts de Plozévet      |
| Dolmen de Ménez-Liaven                        | Pluguffan                  | | Classé MH (1922)                                        | 47° 59′ 20″ N, 4° 11′ 21″ O                                                         | Dolmen de Ménez-Liaven                        |
| Allée couverte de Coat Luzuen                 | Pont-Aven                  | | Classé MH (1951)                                        | 47° 53′ 54″ N, 3° 47′ 20″ O                                                         |                                               |
| Allée couverte de Moulin René                 | Pont-Aven                  | | Inscrit MH (1981)                                       | 47° 53′ 57″ N, 3° 46′ 00″ O                                                         |                                               |
| Dolmen de Keraël                              | Pont-Aven                  | |                                                         |                                                                                     |                                               |
| Dolmen de Kergoadic-bihan                     | Pont-Aven                  | | ruiné                                                   |                                                                                     |                                               |
| Dolmen de Kerguillotou                        | Pont-Aven                  | |                                                         | 47° 52′ 06″ N, 3° 47′ 22″ O                                                         |                                               |
| Dolmen de la Chapelle Saint-Maudé             | Pont-Aven                  | autre nom dolmen de Kermarc                                                                                  |                                                         | 47° 52′ 31″ N, 3° 44′ 59″ O                                                         |                                               |
| Dolmen du Guily                               | Pont-Aven                  | | détruit                                                 |                                                                                     |                                               |
| Menhir de Kerviguelen                         | Pont-Aven                  | | détruit                                                 |                                                                                     |                                               |
| Menhirs de Kerangosquer                       | Pont-Aven                  | 2 menhirs | Classé MH (1971)                                        | 47° 50′ 47″ N, 3° 45′ 46″ O 47° 50′ 50″ N, 3° 45′ 49″ O                             | Grand menhir de Kerangosquer                  |
| Menhir du Guiric                              | Pont-l'Abbé                | |                                                         | 47° 51′ 42″ N, 4° 14′ 27″ O                                                         | Menhir du Guiric                              |
| Alignement de Saint-Denec                     | Porspoder                  | | Classé MH (1923)                                        | 48° 29′ 51″ N, 4° 45′ 03″ O                                                         | Alignement de Saint-Denec                     |
| Alignement de Traonigou                       | Porspoder                  | | Classé MH (1921)                                        | 48° 29′ 30″ N, 4° 45′ 31″ O                                                         | Alignement de Traonigou                       |
| Dolmen de Beg-ar-Vir                          | Porspoder                  | | Classé MH (1923)                                        | 48° 31′ 08″ N, 4° 46′ 32″ O                                                         | Dolmen de Beg-ar-Vir                          |
| Dolmen de Poulyot                             | Porspoder                  | | Classé MH (1923)                                        | 48° 29′ 16″ N, 4° 44′ 58″ O                                                         | Dolmen de Poulyot                             |
| Dolmen et menhir de Kerivoret                 | Porspoder                  | | Classé MH (1923)                                        | 48° 29′ 52″ N, 4° 45′ 45″ O 48° 29′ 52″ N, 4° 45′ 43″ O                             | Dolmen et menhir de Kerivoret                 |
| Dolmens de l'île Melon                        | Porspoder                  | 3 dolmens | 1 ruiné, 1 détruit                                      | 48° 29′ 06″ N, 4° 46′ 37″ O                                                         | Dolmen de l'île Melon                         |
| Menhir de Calès                               | Porspoder                  | | Classé MH (1921)                                        | 48° 29′ 42″ N, 4° 45′ 33″ O                                                         | Menhir de Calès                               |
| Menhir de Kerhouézel                          | Porspoder                  | | Classé MH (1921)                                        | 48° 30′ 37″ N, 4° 44′ 56″ O                                                         | Menhir de Kerhouézel                          |
| Menhir de Pors An Ilis                        | Porspoder                  | |                                                         | 48° 30′ 56″ N, 4° 46′ 23″ O                                                         |                                               |
| Menhirs de l'île Melon                        | Porspoder                  | grand menhir paire de menhirs menhir sud                                                                     | Classé MH (1921, grand menhir)                          | 48° 29′ 05″ N, 4° 46′ 36″ O 48° 29′ 04″ N, 4° 46′ 36″ O                             | Paire de menhirs de l'île Melon               |
| Menhirs de Mezdoun                            | Porspoder                  | 2 menhirs | Classé MH (1923)                                        | 48° 29′ 05″ N, 4° 44′ 52″ O                                                         | Menhirs de Mezdoun                            |
| Menhirs de Pors Ar-Verret                     | Porspoder                  | | Classé MH (1923)                                        | 48° 30′ 56″ N, 4° 46′ 23″ O                                                         |                                               |
| Menhir de Morvé                               | Pouldreuzic                | |                                                         | 47° 57′ 18″ N, 4° 20′ 22″ O                                                         | Menhir de Morvé                               |
| Menhirs de Kerguelven                         | Pouldreuzic                | 2 menhirs | 1 disparu                                               | 47° 57′ 28″ N, 4° 19′ 58″ O                                                         |                                               |
| Allée couverte de Lesconil                    | Poullan-sur-Mer            | autre nom Ty ar c'horriged                                                                                   | Classé MH (1922)                                        | 48° 05′ 31″ N, 4° 22′ 46″ O                                                         | Allée couverte de Lesconil                    |
| Dolmen de Lesconil                            | Poullan-sur-Mer            | |                                                         | 48° 05′ 23″ N, 4° 22′ 44″ O                                                         |                                               |
| Menhir de Kerlafin                            | Poullan-sur-Mer            | |                                                         | 48° 05′ 53″ N, 4° 24′ 25″ O                                                         |                                               |
| Menhir et dolmen de la Chapelle de Kerinec    | Poullan-sur-Mer            | autre nom Menhir de Lesaff                                                                                   |                                                         | 48° 03′ 52″ N, 4° 24′ 08″ O                                                         | Menhir de la Chapelle de Kerinec              |
| Menhir de Tréota                              | Poullan-sur-Mer            | autre nom menhir de Kerdréal                                                                                 | Classé MH (1923)                                        | 48° 05′ 52″ N, 4° 23′ 07″ O                                                         |                                               |
| Menhirs de Kergavan                           | Poullan-sur-Mer            | 2 menhirs |                                                         | 48° 06′ 20″ N, 4° 22′ 58″ O 48° 06′ 09″ N, 4° 22′ 41″ O                             |                                               |
| Menhirs de Lésaouvréguen                      | Poullan-sur-Mer            | 2 menhirs |                                                         | 48° 05′ 38″ N, 4° 25′ 30″ O 48° 05′ 46″ N, 4° 25′ 27″ O                             |                                               |
| Menhir de Kerhuon,                            | Quéménéven                 | |                                                         | 48° 07′ 03″ N, 4° 05′ 53″ O                                                         |                                               |
| Dolmen de Kernobis                            | Querrien                   | |                                                         | 47° 55′ 53″ N, 3° 34′ 00″ O                                                         | Dolmen de Kernobis                            |
| Dolmen de Stang Youen                         | Quimper                    | | Classé MH (1978)                                        | 47° 58′ 45″ N, 4° 03′ 19″ O                                                         | Dolmen de Stang Youen                         |
| Dolmen de Keransquer                          | Quimperlé                  | |                                                         | déplacé 47° 52′ 00″ N, 3° 31′ 42″ O                                                 |                                               |
| Dolmen de Roscasquen                          | Quimperlé                  | | Classé MH (1958)                                        | 47° 51′ 51″ N, 3° 30′ 44″ O                                                         | Dolmen de Roscasquen                          |
| Dolmen de Toul ar Bleïz                       | Quimperlé                  | déplacé, reconstruction,                                                                                     |                                                         |                                                                                     |                                               |
| Dolmen de Toulfoën                            | Quimperlé                  | autre nom dolmen de la Colonne                                                                               |                                                         | 47° 50′ 32″ N, 3° 32′ 57″ O                                                         | Dolmen de Toulfoën                            |
| Menhir dit Le Royal                           | Quimperlé                  | |                                                         | 47° 50′ 29″ N, 3° 32′ 25″ O                                                         |                                               |
| Menhir de Lesternac'h                         | Quimperlé                  | |                                                         | 47° 50′ 23″ N, 3° 36′ 01″ O                                                         |                                               |
| Menhir de Lothéa                              | Quimperlé                  | autre nom La Colonne                                                                                         |                                                         |                                                                                     |                                               |
| Menhir de Toulfoën                            | Quimperlé                  | authenticité incertaine,                                                                                     |                                                         | 47° 50′ 45″ N, 3° 33′ 01″ O                                                         |                                               |
| Allée couverte de Kerantiec                   | Riec-sur-Bélon             | | Classé MH (1953)                                        | 47° 49′ 01″ N, 3° 43′ 23″ O                                                         | Allée couverte de Kerantiec                   |
| Allée couverte de Kerléon,                    | Riec-sur-Bélon             | | détruite vers 1950                                      |                                                                                     |                                               |
| Allée couverte de Saint-Julien                | Riec-sur-Bélon             | | ruinée                                                  | 47° 49′ 52″ N, 3° 41′ 06″ O                                                         |                                               |
| Dolmen de Kerscao                             | Riec-sur-Bélon             | | Inscrit MH (1971)                                       | 47° 53′ 33″ N, 3° 42′ 02″ O                                                         | Dolmen de Kerscao                             |
| Menhir de Kerfary                             | Riec-sur-Bélon             | |                                                         | 47° 51′ 02″ N, 3° 39′ 12″ O                                                         |                                               |
| Menhir de Bel Air                             | Roscanvel                  | |                                                         |                                                                                     |                                               |
| Menhir de Keraguennec                         | Roscanvel                  | |                                                         |                                                                                     |                                               |
| Menhir de Keralan                             | Roscanvel                  | |                                                         |                                                                                     |                                               |
| Menhir de Kermorvan                           | Roscanvel                  | |                                                         |                                                                                     |                                               |
| Menhir de l'église                            | Roscanvel                  | |                                                         | déplacé 48° 18′ 53″ N, 4° 32′ 56″ O                                                 | Menhir de l'église                            |
| Menhirs de Lavernazal                         | Roscanvel                  | 2 menhirs | 1 détruit, 1 brisé                                      |                                                                                     |                                               |
| Menhirs de Men Caër                           | Roscanvel                  | vestiges d'un ensemble mégalithique,                                                                         |                                                         |                                                                                     |                                               |
| Menhirs de Trégoudan                          | Roscanvel                  | vestiges d'un ensemble mégalithique                                                                          |                                                         |                                                                                     |                                               |
| Allée couverte de Keravel                     | Roscoff                    | | détruite                                                |                                                                                     |                                               |
| Menhir de Kerhuel                             | Saint-Évarzec              | | Inscrit MH (1968)                                       | 47° 56′ 39″ N, 4° 02′ 02″ O                                                         |                                               |
| Menhirs du Moustoir                           | Saint-Évarzec              | | détruits                                                |                                                                                     |                                               |
| Alignement de Tri Men                         | Saint-Goazec               | | Classé MH (1914)                                        | 48° 08′ 21″ N, 3° 46′ 38″ O                                                         | Alignement de Tri Men                         |
| Alignement et dolmens de Croas-an-Teurec      | Saint-Goazec               | 3 menhirs et 2 dolmens                                                                                       | quasiment détruits · Classé MH (1924)                   | 48° 08′ 29″ N, 3° 45′ 30″ O                                                         |                                               |
| Allée couverte de Castel-Ruffel               | Saint-Goazec               | | Classé MH (1914)                                        | 48° 08′ 42″ N, 3° 43′ 42″ O                                                         | Allée couverte de Castel-Ruffel               |
| Allée couverte de Guernévez                   | Saint-Goazec               | autres noms Dolmen de Guernévez, Ty Saint-Dénès                                                              | Classé MH (1923)                                        | 48° 09′ 08″ N, 3° 42′ 25″ O                                                         |                                               |
| Allée couverte de Kerdrein                    | Saint-Goazec               | |                                                         | 48° 09′ 31″ N, 3° 45′ 17″ O                                                         |                                               |
| Allée couverte de Quillien                    | Saint-Goazec               | |                                                         | 48° 09′ 33″ N, 3° 46′ 36″ O                                                         |                                               |
| Menhir de Kerzunis Bihan                      | Saint-Goazec               | |                                                         | 48° 07′ 59″ N, 3° 46′ 12″ O                                                         |                                               |
| Menhir du Mendy                               | Saint-Goazec               | | Classé MH (1914)                                        | 48° 08′ 11″ N, 3° 46′ 02″ O                                                         |                                               |
| Alignement de Kerprigent                      | Saint-Jean-du-Doigt        | | ruiné,                                                  | 48° 39′ 56″ N, 3° 45′ 40″ O                                                         |                                               |
| Menhirs de Men Bras                           | Saint-Jean-du-Doigt        | 3 menhirs |                                                         | 48° 39′ 02″ N, 3° 45′ 52″ O 48° 39′ 02″ N, 3° 45′ 54″ O 48° 38′ 59″ N, 3° 45′ 51″ O |                                               |
| Dolmen de Ménez Lié                           | Saint-Nic                  | autre nom dolmen de l'Archidruide                                                                            |                                                         | 48° 12′ 04″ N, 4° 15′ 45″ O                                                         | Dolmen de Ménez Lié                           |
| Dolmen de Miné Mein                           | Saint-Nic                  | autre nom dolmen de Torquen Gerveur                                                                          |                                                         | 48° 13′ 43″ N, 4° 16′ 19″ O                                                         | Dolmen de Miné Mein                           |
| Fuseau de Sainte-Barbe                        | Saint-Nic                  | menhir | détruit                                                 |                                                                                     |                                               |
| Mégalithes de Coathérel                       | Saint-Nic                  | 1 menhir, 1 dolmen                                                                                           | dolmen détruit                                          | 48° 13′ 27″ N, 4° 15′ 09″ O                                                         | Menhir de Coathérel                           |
| Menhir de Lescorveau                          | Saint-Nic                  | Faisait partie d'un alignement de 4 menhirs aujourd'hui dispersé dans plusieurs propriétés privées alentours |                                                         | déplacé 48° 12′ 32″ N, 4° 16′ 14″ O                                                 |                                               |
| Menhir de Kerouant                            | Saint-Pabu                 | |                                                         | déplacé 48° 33′ 31″ N, 4° 37′ 02″ O                                                 |                                               |
| Menhir de Streat Veur                         | Saint-Pabu                 | | détruit                                                 |                                                                                     |                                               |
| Dolmen de Parc-an-Dolmen                      | Saint-Pol-de-Léon          | | détruit vers 1940,                                      |                                                                                     |                                               |
| Dolmen de Boutouiller                         | Saint-Pol-de-Léon          | autres noms dolmen de Kérivin                                                                                | Classé MH (1909)                                        | 48° 39′ 24″ N, 3° 57′ 35″ O                                                         | Dolmen de Boutouiller                         |
| Menhirs de Kerrom                             | Saint-Pol-de-Léon          | 2 menhirs |                                                         | disparus                                                                            |                                               |
| Menhir de Roquinarc'h                         | Saint-Rivoal               | autre nom Roche-du-Diable                                                                                    | Classé MH (1961)                                        | 48° 21′ 20″ N, 3° 57′ 59″ O                                                         | Menhir de Roquinarc'h                         |
| Cairn de Ty-Floc'h                            | Saint-Thois                | 2 dolmens,                                                                                                   | détruit                                                 |                                                                                     |                                               |
| Allée couverte de Lia                         | Sibiril                    | | détruite                                                |                                                                                     |                                               |
| Menhirs de Kerellou                           | Sibiril                    | 2 menhirs | 1 détruit                                               | déplacé 48° 39′ 31″ N, 4° 04′ 16″ O                                                 |                                               |
| Menhir de Miné Saint-Jean                     | Scaër                      | |                                                         | 48° 00′ 48″ N, 3° 39′ 58″ O                                                         | Menhir de Miné Saint-Jean                     |
| Dolmen et menhir de Creac'h Niver             | Scrignac                   | | dolmen ruiné, menhir détruit                            |                                                                                     |                                               |
| Allée couverte de Kerbasqued                  | Spézet                     | | ruinée                                                  | 48° 11′ 56″ N, 3° 43′ 10″ O                                                         |                                               |
| Alignements du Bois du Duc                    | Spézet                     | | Classé MH (1923)                                        | 48° 09′ 19″ N, 3° 42′ 05″ O                                                         |                                               |
| Menhir de Kerescan                            | Spézet                     | |                                                         | 48° 11′ 12″ N, 3° 44′ 19″ O                                                         |                                               |
| Allées couvertes de Bévern                    | Telgruc-sur-Mer            | 2 allées couvertes                                                                                           | détruites                                               |                                                                                     |                                               |
| Dolmen de Kerguiridic                         | Telgruc-sur-Mer            | | détruit                                                 |                                                                                     |                                               |
| Dolmen de Men Lié                             | Telgruc-sur-Mer            | | détruit                                                 |                                                                                     |                                               |
| Dolmen de Pen ar Run                          | Telgruc-sur-Mer            | |                                                         | 48° 14′ 35″ N, 4° 22′ 00″ O                                                         | Dolmen de Pen ar Run                          |
| Menhir de Lardanva                            | Telgruc-sur-Mer            | |                                                         | 48° 14′ 43″ N, 4° 20′ 06″ O                                                         |                                               |
| Mégalithes de la fontaine Saint-Divy          | Telgruc-sur-Mer            | | détruits                                                |                                                                                     |                                               |
| Pierre du Diable                              | Telgruc-sur-Mer            | menhir |                                                         | 48° 13′ 30″ N, 4° 23′ 25″ O                                                         |                                               |
| Dolmens de Parc-Lie                           | Treffiagat                 | |                                                         | 47° 49′ 10″ N, 4° 16′ 35″ O                                                         |                                               |
| Menhir de Lehan                               | Treffiagat                 | | Classé MH (1923)                                        | 47° 47′ 31″ N, 4° 15′ 55″ O                                                         | Menhir de Lehan                               |
| Menhir de Quélarn                             | Treffiagat                 | | Classé MH (1923)                                        | 47° 48′ 59″ N, 4° 15′ 04″ O                                                         | Menhir de Quélarn                             |
| Menhir du Reun                                | Treffiagat                 | | Classé MH (1975)                                        | 47° 47′ 45″ N, 4° 14′ 44″ O                                                         |                                               |
| Tumulus du Reun                               | Treffiagat                 | | ruiné                                                   | 47° 47′ 46″ N, 4° 14′ 38″ O                                                         |                                               |
| Menhir de Kervren                             | Tréflez                    | | détruit                                                 |                                                                                     |                                               |
| Menhirs de Trégarvan                          | Trégarvan                  | | détruits                                                |                                                                                     |                                               |
| Dolmen de Kermadoué                           | Trégunc                    | | Classé MH (1968)                                        | 47° 50′ 21″ N, 3° 48′ 42″ O                                                         |                                               |
| Menhir de Kérangallou                         | Trégunc                    | | Classé MH (1930)                                        | 47° 51′ 39″ N, 3° 50′ 53″ O                                                         |                                               |
| Menhir de Keraoret                            | Trégunc                    | | détruit                                                 |                                                                                     |                                               |
| Menhir de Kergleuhant                         | Trégunc                    | | Classé MH (1965)                                        | 47° 51′ 27″ N, 3° 50′ 46″ O                                                         | Menhir de Kergleuhant                         |
| Menhir du manoir de Kerminaout                | Trégunc                    | |                                                         | 47° 50′ 57″ N, 3° 48′ 19″ O                                                         |                                               |
| Dolmen de Goalichot                           | Le Trévoux                 | | Classé MH (1974)                                        | 47° 52′ 25″ N, 3° 40′ 26″ O                                                         | Dolmen de Goalichot                           |
| Menhir de Laniscar                            | Le Trévoux                 | | Classé MH (1974)                                        | 47° 52′ 44″ N, 3° 38′ 59″ O                                                         | Menhir de Laniscar                            |
| Statue-menhir de Laniscar                     | Le Trévoux                 | |                                                         | déplacée au Musée de la Préhistoire finistérienne                                   | Statue-menhir de Laniscar                     |